# 青森県武道館
青森県武道館（あおもりけんぶどうかん）は、青森県弘前市大字豊田の弘前市運動公園に所在する武道館である。弘前市スポーツ協会が指定管理者として管理運営にあたっている。

## 概要
2000年3月竣工。
主競技場では武道に限らず様々なスポーツの大会に使用され、プロバスケットボールチーム青森ワッツがホームアリーナに定めていた。

## 施設
- 主競技場
  - 2,256m2
  - 相撲1面、柔道8面、剣道9面、空手道4面、バスケットボール2面、バレーボール2面、テニス2面、卓球36台、バドミントン10面、新体操2面（女子用）
  - 2階固定席1,700席、移動席640席、仮設椅子席2,660席
- 補助競技場
  - 419m2
  - バレーボール1面、卓球5台、バドミントン2面
- 柔道場
  - 529m2
  - 柔道2面、空手2面、少林寺拳法などの武道種目
- 剣道場
  - 529m2
  - 剣道2面、なぎなた2面、空手などの武道種目
- 近的弓道場
- 遠的弓道場
- 相撲場

## 交通アクセス
- 弘南鉄道運動公園前駅より徒歩10分

## 周辺
- 弘前市運動公園陸上競技場
- 弘前市運動公園野球場